# 曹娥江两岸堰坝遗址
曹娥江两岸堰坝遗址位于浙江省绍兴市上虞区曹娥江两岸，是浙东运河沟通曹娥江的水利设施，由梁湖堰坝遗址、拖船弄闸口遗址、老坝底堰坝三部分组成，为第七批全国重点文物保护单位大运河的组成部分。

## 组成
- 梁湖堰坝遗址位于梁湖镇外梁湖村，自南北朝有记载以来至20世纪70年代间发挥交通枢纽作用，但现在已不通航。
- 拖船弄闸口遗址位于曹娥街道上沙村，原为萧曹运河与曹娥江的连接枢纽。
- 老坝底堰坝是萧曹运河与曹娥江的过坝头[1][2]。